# 第81回全国高等学校サッカー選手権大会
第81回全国高等学校サッカー選手権大会は、2002年（平成14年）12月30日から2003年（平成15年）1月13日までの15日間にわたって行われた全国高等学校サッカー選手権大会である。

## 概要
- Jリーガーからのメッセージ(小野伸二) サッカーを愛しているから

### 日程
- 11月17日 - 全代表校決定
- 11月18日 - 全国大会組合せ抽選会（ヴェルファーレ）
- 12月30日（月） - 開会式・開幕戦（１回戦）
- 12月31日（火） - １回戦
- 1月2日（木） - ２回戦
- 1月3日（金） - ３回戦
- 1月5日（日） - 準々決勝
- 1月7日（火） - 準決勝
- 1月13日（月・祝） - 決勝戦

### 使用会場
- 国立霞ヶ丘競技場陸上競技場（新宿区 開幕戦、準決勝、決勝戦のみ）
- 国立西が丘サッカー場（東京都北区）
- 駒沢オリンピック公園総合運動場陸上競技場（世田谷区）
- 埼玉スタジアム2002（さいたま市緑区※当時行政区未発足）
- さいたま市駒場スタジアム（さいたま市浦和区※同上）
- 千葉県総合運動場陸上競技場（千葉市稲毛区）
- 柏の葉公園総合競技場（柏市）
- 三ツ沢公園球技場（横浜市神奈川区）
- 平塚競技場（平塚市）

### レギュレーションの変更点
- 今大会より、決勝戦の開催日が1月の第2月曜日（成人の日）となった[1]。
- 前回大会までは高校野球と同様に試合後に勝利した学校の校歌演奏が行われていたが、これを廃止し決勝戦に限り試合直前に両校の校歌を演奏する方式に変更した[1]。
- マッチコミッショナー制が今大会より導入された[2]。

## 出場校
北海道
- 北海道代表 室蘭大谷（3年ぶり26回目）

東北
- 青森県代表 青森山田（6年連続8回目）
- 岩手県代表 盛岡商（7年ぶり12回目）
- 宮城県代表 仙台育英（3年ぶり28回目）
- 秋田県代表 秋田商（3年ぶり33回目）
- 山形県代表 山形中央（2年ぶり6回目）
- 福島県代表 福島東（7年ぶり2回目）

関東
- 茨城県代表 鹿島（2年連続5回目）
- 栃木県代表 佐野日大（4年ぶり4回目）
- 群馬県代表 前橋商（2年ぶり10回目）
- 埼玉県代表 武南（2年ぶり12回目）
- 千葉県代表 市立船橋（4年連続14回目）
- 東京都A代表 帝京（2年連続31回目）
- 東京都B代表 国士舘（2年連続2回目）
- 神奈川県代表 桐蔭学園（3年連続7回目）

中部
- 新潟県代表 北越（初出場）
- 富山県代表 水橋（2年連続4回目）
- 石川県代表 星稜（4年連続13回目）
- 福井県代表 丸岡（11年連続17回目）
- 山梨県代表 韮崎（3年ぶり31回目）
- 長野県代表 地球環境（初出場）
- 岐阜県代表 岐阜工（2年連続18回目）
- 静岡県代表 静岡学園（2年連続8回目）
- 愛知県代表 岡崎城西（2年ぶり3回目）
- 三重県代表 日生学園二（初出場）

近畿
- 滋賀県代表 野洲（初出場）
- 京都府代表 伏見工（初出場）
- 大阪府代表 金光大阪（4年ぶり2回目）
- 兵庫県代表 滝川二（2年連続10回目）
- 奈良県代表 一条（初出場）
- 和歌山県代表 初芝橋本（2年ぶり7回目）

中国
- 鳥取県代表 境（4年連続4回目）
- 島根県代表 立正大淞南（4年連続5回目）
- 岡山県代表 水島工（24年ぶり8回目）
- 広島県代表 広島皆実（3年連続4回目）
- 山口県代表 多々良学園（10年連続15回目）

四国
- 徳島県代表 鳴門（初出場）
- 香川県代表 高松商（3年連続20回目）
- 愛媛県代表 松山工（37年ぶり2回目）
- 高知県代表 高知（5年ぶり9回目）

九州
- 福岡県代表 東福岡（2年連続10回目）
- 佐賀県代表 佐賀北（2年ぶり4回目）
- 長崎県代表 国見（17年連続17回目）
- 熊本県代表 大津（4年連続8回目）
- 大分県代表 大分（3年連続5回目）
- 宮崎県代表 日章学園 （2年ぶり4回目）
- 鹿児島県代表 鹿児島実（2年連続19回目）

沖縄
- 沖縄県代表 那覇西（5年ぶり5回目）

## 試合結果

### 1回戦
国立競技場（開幕戦）
- 水橋 0 - 1 鳴門

駒沢陸上競技場
- 青森山田 3 - 2 佐賀北
- 秋田商 3 - 1 水島工

西が丘サッカー場
- 帝京 2 - 2 (4 PK 2) 初芝橋本
- 佐野日大 2 - 0 金光大阪

埼玉スタジアム2002
- 武南 3 - 0 高松商
- 福島東 2 - 2 (5 PK 4) 大分

三ツ沢球技場
- 桐蔭学園 2 - 0 松山工
- 静岡学園 1 - 1 (2 PK 3) 多々良学園

柏の葉公園総合競技場
- 仙台育英 1 - 1 (1 PK 4) 野洲
- 岡崎城西 1 - 1 (4 PK 2) 広島皆実

千葉県総合運動場陸上競技場
- 市立船橋 6 - 1 一条
- 国士舘 3 - 6 那覇西

平塚競技場
- 室蘭大谷 0 - 0 (2 PK 4) 滝川二

さいたま市駒場スタジアム
- 地球環境 3 - 1 立正大淞南
- 山形中央 2 - 1 日生学園二

### 2回戦
西が丘サッカー場
- 国見 5 - 0 丸岡
- 青森山田 1 - 0 秋田商

駒沢陸上競技場
- 佐野日大 1 - 2 帝京
- 韮崎 1 - 6 大津

埼玉スタジアム2002
- 福島東 1 - 0 武南
- 北越 1 - 0 境

平塚競技場
- 日章学園 1 - 1 (4 PK 5) 前橋商
- 多々良学園 2 - 3 桐蔭学園

柏の葉公園総合競技場
- 鹿児島実 0 - 1 鹿島
- 野洲 3 - 1 岡崎城西

千葉県総合運動場陸上競技場
- 市立船橋 2 - 0 那覇西
- 盛岡商 1 - 1 (5 PK 3) 伏見工

三ツ沢球技場
- 星稜 0 - 1 高知
- 鳴門 1 - 2 滝川二

さいたま市駒場スタジアム
- 地球環境 1 - 1 (5 PK 6) 山形中央
- 東福岡 4 - 0 岐阜工

### 3回戦
駒沢陸上競技場
- 帝京 0 - 0 (2 PK 0) 大津
- 国見 3 - 1 青森山田

さいたま市駒場スタジアム
- 北越 0 - 1 福島東
- 山形中央 0 - 2 東福岡

三ッ沢球技場
- 高知 1 - 3 滝川二
- 桐蔭学園 3 - 1 前橋商

千葉県総合運動場陸上競技場
- 市立船橋 4 - 0 盛岡商
- 鹿島 0 - 1 野洲

### 準々決勝
駒沢陸上競技場
- 国見 1 - 0 帝京
- 野洲 0 - 1 市立船橋

三ツ沢球技場
- 福島東 1 - 1 (2 PK 4) 桐蔭学園
- 滝川二 3 - 2 東福岡

### 準決勝
| 2003年1月7日 |

| 国見 | 2 - 1 | 桐蔭学園 |
|      |       |          |

| 国立霞ヶ丘競技場陸上競技場 |

| 2003年1月7日 |

| 市立船橋 | 2 - 0 | 滝川二 |
|          |       |        |

| 国立霞ヶ丘陸上競技場 |

### 決勝
| 2003年1月13日 |

| 市立船橋      | 1 - 0 | 国見 |
| 小川佳純 65分 |       |      |

| 国立霞ヶ丘陸上競技場 観客数: 51,986人 |

| 市立船橋 |    |                         |
| GK       | 1  | 国領浩樹（3年）         |
| DF       | 3  | 小宮山尊信（3年）       |
| DF       | 5  | 大久保裕樹（3年）       |
| DF       | 6  | 青木良太（3年）         |
| DF       | 13 | 増嶋竜也（2年）         |
| MF       | 7  | 小川佳純（3年）         |
| MF       | 8  | 高橋直也（3年）         |
| MF       | 12 | 石川航平（3年）         |
| MF       | 14 | 鈴木修人（2年）         |
| FW       | 10 | 原一樹（3年）           |
| FW       | 15 | カレン・ロバート（2年） |
| 監督     |    |                         |
| 布啓一郎 |    |                         |

| 国見     |    |                  |  |
| GK       | 1  | 関憲太郎（2年）  |  |
| DF       | 3  | 濱本拓哉 （2年） |  |
| DF       | 4  | 成瀬英二（3年）  |  |
| DF       | 5  | 園田拓也（3年）  |  |
| DF       | 15 | 巻佑樹（3年）    |  |
| MF       | 8  | 中村北斗（2年）  |  |
| MF       | 9  | 兵藤慎剛（2年）  |  |
| MF       | 11 | 渡邉大剛（3年）  |  |
| FW       | 7  | 松橋優（3年）    |  |
| FW       | 10 | 柴﨑晃誠（3年）  |  |
| FW       | 14 | 平山相太（2年）  |  |
| 監督     |    |                  |  |
| 池田亮司 |    |                  |  |

## 得点王
- 平山相太(国見) 7得点

## 大会優秀選手
GK
- 国領浩樹（市立船橋）
- 山下高明（帝京）
- 福島健太（滝川二）
- 時久省吾（大津）

DF
- 中村聡（武南）
- 小宮山尊信（市立船橋）
- 大久保裕樹（市立船橋）
- 青木良太（市立船橋）
- 増嶋竜也（市立船橋）
- 山口貴弘（帝京）
- 飯島慎（帝京）
- 辻田真輝（星稜）
- 廣瀬貴規（滝川二）
- 園田拓也（国見）

MF
- 鈴木修人（市立船橋）
- 松永幸大（桐蔭学園）
- 斉藤啓介（桐蔭学園）
- 中井昇吾（野洲）
- 金大慶（滝川二）
- 前川正行（東福岡）
- 池元友樹（東福岡）
- 松橋優（国見）
- 中村北斗（国見）
- 兵藤慎剛（国見）
- 渡邉大剛（国見）
- 赤嶺佑樹（那覇西）

FW
- 萬代宏樹（福島東）
- 原一樹（市立船橋）
- カレン・ロバート（市立船橋）
- 大沢朋也（帝京）
- 阿部祐大朗（桐蔭学園）
- 谷沢達也（静岡学園）
- 中原貴之（多々良学園）
- 平山相太（国見）

### 2年生以下優秀選手
DF
- 松下幸平（静岡学園）
- 樋口昌俊（四日市中央工）
- 吉弘充志（広島皆実）

MF
- 本田拓也（桐光学園）
- 麻生耕平（大分）
- 増田誓志（鵬翔）

FW
- 菅原康太（室蘭大谷）
- 田中康平（帯広北）
- 辻尾真二（初芝橋本）
- 苔口卓也（玉野光南）

※選考合宿を行って、デュッセルドルフ国際ユース大会に参加する日本高校選抜を編成した。

## 主な出場選手
FW
- 原一樹（市立船橋→駒澤大学→清水→浦和→京都→北九州→讃岐→熊本→京都）
- カレン・ロバート（市立船橋→磐田→熊本→VVVフェンロー→スパンブリー→ソウルイーランド→ノースイーストユナイテッド→レザーヘッド）
- 阿部祐大朗（桐蔭学園→横浜M→山形→フェルヴォローザFC→徳島→鳥取）
- 大沢朋也（帝京→大宮→佐川東京SC→SAGAWA SHIGA FC→讃岐）
- 中島裕希（富山一→鹿島→仙台→山形→町田）

MF
- 小川佳純（市立船橋→明治大学→名古屋→鳥栖→新潟）
- 渡邉大剛（国見→京都→大宮→釜山→讃岐）
- 兵藤慎剛（国見→早稲田大学→横浜FM→札幌→仙台）
- 柴崎晃誠（国見→国士舘大学→東京V→川崎⇒徳島→広島）
- 内村圭宏（大分高→大分→愛媛→札幌→今治）
- 酒本憲幸（初芝橋本→C大阪→鹿児島）
- 齋藤智裕（桐蔭学園→慶應義塾大学、後に俳優・小説家の水嶋ヒロとして活躍）

DF
- 大久保裕樹（市立船橋→広島→京都→栃木SC）
- 青木良太（市立船橋→G大阪→千葉）
- 小宮山尊信（市立船橋→順天堂大学→横浜FM→川崎→横浜FC→千葉）
- 増嶋竜也（市立船橋→東京→甲府→京都→柏→仙台→千葉）
- 園田拓也（国見→中央大学→山形→愛媛→熊本→今治）
- 巻佑樹（国見→駒澤大学→名古屋→湘南）

GK
- 時久省吾（大津→早稲田大学→甲府→北九州→岐阜）

## 岡山県予選決勝
2002年11月10日高校選手権岡山県大会決勝、水島工業高校-作陽高校戦の1-1で迎えた延長前半、作陽2年青山敏弘のシュートがゴールに入りVゴールが決まったかに思われた。この際、ゴール内のポールにボールが当たり、外に出てきたのを水島工GKがキャッチした。これを見た主審は副審に確認せずインプレーと勘違いし、ノーゴールと判定した。その後PK戦までもつれ5-3で水島工が勝利し優勝、全国への切符をつかんだ。
負けた作陽側は主管の岡山県高校体育連盟に抗議するものの判定は覆らず、勝った水島工側もサッカー部内で本大会出場するか辞退するかで割れ、本大会前に水島工のエースストライカーが退部するなど両者に暗い影を落とした。世間は作陽を擁護する一方で、水島工は誹謗・中傷され本大会への移動の際には護衛がついた。再試合を要求する声も出たが日本サッカー協会(JFA)は同年11月14日の理事会でこれを誤審と認めた ものの、主管の判断を尊重し結果を覆さなかった。これらを重く見た川淵三郎JFA会長は、全国選手権開会式の際に水島工を訪れ一連の騒動を謝罪した。
それから10年後にあたる2012年12月15日、遺恨解消を目的として両校関係者による再試合が行われている。さらに12年が経過した2024年には当時サンフレッチェ広島に所属していた青山がプロサッカー選手から現役引退したことを受け、同年12月22日に再びOB戦が行われ、青木が主審を務めた。